# Уберзето (Модена)
Уберзето је насеље у Италији у округу Модена, региону Емилија-Ромања.
Према процени из 2011. у насељу је живело 324 становника. Насеље се налази на надморској висини од 101 м.